# Artéria esfenopalatina
A artéria esfenopalatina é uma artéria da face que passa pela cavidade nasal, faz parte de uma ramificação da artéria maxilar, a qual provém da artéria carótida externa. Dá origem a dois ramos, o ramo lateral irriga a parede lateral da cavidade nasal e o ramo medial forma a Artéria Nasopalatina que irriga a região anterior do palato duro.